# Rue du Général-Niessel
Rue du Général-Niessel är en gata i Quartier de Charonne i Paris tjugonde arrondissement. Gatan är uppkallad efter den franske generalen Henri Albert Niessel (1866–1955). Rue du Général-Niessel börjar vid Cours de Vincennes 93 och slutar vid Rue de Lagny 90.

## Omgivningar
- Immaculée-Conception
- Saint-Louis de Vincennes
- Jardin Debergue – Rendez-Vous
- Cité du Rendez-Vous
- Cité Debergue
- Impasse Vassou
- Rue de la Voûte
- Passage de la Voûte
- Rue du Gabon
- Rue Montéra
- Square du Var
- Square Fernand-Foureau

## Bilder
| - Gatuskylt. - Immaculée-Conception. - Saint-Louis de Vincennes. - Square Fernand-Foureau. |

## Kommunikationer
- Tunnelbana – linje  – Porte de Vincennes
- Busshållplats Porte de Vincennes – Paris bussnät
- Spårvagnshållplats Porte de Vincennes – Paris spårvägar

### Webbkällor
- ”Rue du Général-Niessel”. Mairie de Paris. https://web.archive.org/web/20160303221716/http://www.v2asp.paris.fr/commun/v2asp/v2/nomenclature_voies/Voieactu/3999.nom.htm. Läst 19 december 2023.
- ”Rue du Général-Niessel (20ème arrondissement)”. Les rues de Paris. https://web.archive.org/web/20160409072829/http://www.parisrues.com/rues20/paris-20-rue-du-general-niessel.html. Läst 19 december 2023.